# Parafia św. Maksymiliana Marii Kolbego w Słupsku
Parafia pw. św. Maksymiliana Kolbego w Słupsku – rzymskokatolicka parafia należąca do dekanatu Słupsk Zachód, diecezji koszalińsko-kołobrzeskiej, metropolii szczecińsko-kamieńskiej. Została utworzona przez biskupa Ignacego Jeża 16 kwietnia 1977. Jest to największa parafia na terenie diecezji koszalińsko-kołobrzeskiej. Położona jest w dzielnicy Zatorze i części Osiedla Niepodległości.

## Kościół parafialny
Kościół pw. św. Maksymiliana Kolbego w Słupsku
12 grudnia 2007 biskup Edward Dajczak dokonał poświęcenia kościoła parafialnego w trzydziestym roku istnienia parafii.

## Proboszczowie
| Julian Mizera      | 1977–1991 |
| Jan Rataj          | 1991–2001 |
| Marian Subocz      | 2001–2007 |
| Wacław Łukasz      | 2007–2008 |
| Jerzy Chęciński    | 2008–2010 |
| Lucjan Huszczonek  | 2010–2021 |
| Tomasz Tomaszewski | od 2021   |